# Phostria xipharesalis
Phostria xipharesalis là một loài bướm đêm trong họ Crambidae.